# Nitrome
Nitrome有限公司，简称Nitrome，是一个总部在伦敦的独立游戏开发公司，制作基于Flash和Unity的游戏。他们的游戏总是以像素画的形式设计卡通元素外型，并且以带有jingle形式的芯片音乐的Nitrome图标开场。Nitrome的建立最初只是两个平面设计师Mat Annal和Heather Stancliffe打算制作手机游戏。
Nitrome的游戏通常都是公布于他们的主页，不过他们有时会许可在别的网站例如迷你客与音乐电视网上使用游戏。

## 历史
Nitrome的建立源于Mat Annal与Heather Stancliffe的一次对话中，Annal建议做一个手机游戏。Stancliffe最初很犹豫，但最终被说服因为这可能是一个成功的想法。 于2005年4月3日首次在他们即将推出的一个叫“小鸡轻弹（Chick Flick）”的游戏做的临时网站上做出了一段预览视频，而这就是Nitrome的第一款游戏。  从那时起到现在，Nitrome制作了约120个flash游戏，并正在进军手机和PC游戏，因为制作免费flash游戏不够他们的所有支出。

## 游戏
此公司在网站上发布的游戏共有4个主要分类。"Hearted"分类是在游戏网页上收到最多红心的游戏，也就是人气最多的游戏。"All Games"分类收集了他们的所有作品。"Picks"分类中有Nitrome制作的最独特的游戏，以及"Multiplayer games"分类中的游戏都是多人游戏。游戏可以同时放入几个分类。
Nitrome也会为音乐电视网，Candystand和迷你客制作游戏。
大部分游戏都会分成不同难度的关卡（一般是整十数）并且玩家可以在通过一个关卡后重新选择该关卡，即使他们在游戏中失败了。
2009年7月，Nitrome公司发布了游戏“双子射手2（Twin Shot 2）”并在此游戏中开始使用名为麻球币的虚拟游戏币。 Mat Annal表示不需要在所有游戏中都使用麻球币。他们在游戏“远古弓箭赛（B.C. Bow Contest）”中再次使用了麻球币，但是随着Machi公司的关闭，Nitrome不再使用麻球币了。
自2014年开始，Nitrome转向制作手机游戏。
2018年，Nitrome在任天堂Switch和Steam平台上发布游戏炸弹鸡，表示开始制作PC和主机平台的游戏。